# Pseudosphaerodes
Pseudosphaerodes is een geslacht van kevers uit de familie van de loopkevers (Carabidae). De wetenschappelijke naam van het geslacht is voor het eerst geldig gepubliceerd in 1949 door Jeannel.

## Soorten
Het geslacht Pseudosphaerodes omvat de volgende soorten:
- Pseudosphaerodes rhodopus (Bates, 1892)
- Pseudosphaerodes sphaerodoides (Alluaud, 1917)
- Pseudosphaerodes sulcatus (Eschscholtz, 1833)